# Patologia da decompressione
Con patologia da decompressione o PDD si intendono tutte quelle patologie derivanti da una variazione (aumento o diminuzione) della pressione ambientale, come ad esempio nel caso di un'immersione subacquea.
La PDD include due patologie:
- la malattia da decompressione (MDD), che è causata da bolle di gas nei tessuti;
- la embolia gassosa arteriosa (EGA), che è causata da bolle di gas nel circolo sanguigno.

Le persone più soggette a questo tipo di patologia sono i subacquei, gli aviatori e più in generale tutti coloro che lavorano in ambienti caratterizzati da differenti pressioni ambientali.